# Bergerhof en Blaeustraatkwartier
Bergerhof of Bergerhof en Blaeustraatkwartier is een buurt in Alkmaar, in de Nederlandse provincie Noord-Holland.
Bergerhof is precies gelegen tussen Bergermeer en het treinstation van Alkmaar. De buurt ontstond tijdens de Tweede Wereldoorlog in 1941/42 aan wat toen de rand van de stad was. De buurt, die van oorsprong 254 woningen groot was, werd gebouwd om vluchtelingen uit Den Helder te huisvesten. Bergerhof wordt ook wel als buurtschap geduid omdat het destijds los van de stad lag als een eigen buurtje. Nu nog is dat zichtbaar. Maar ook dat het gebouwd is op het grondgebied van een voormalige buurtschap, de Wognumse Buurt speelt een rol in deze duiding.
Stad: Alkmaar     

Dorpen: Driehuizen · Graft · Grootschermer · Koedijk (deels) · Markenbinnen · Noordeinde · Oost-Graftdijk · Oterleek · Oudorp · De Rijp · Schermerhorn · Starnmeer · Stompetoren · Ursem (deels) · West-Graftdijk · Zuidschermer 

Buurtschappen: Bergermeer · Kogerpolder (deels) · Omval · Nieuwpoort · De Nollen · De Weijdt 

Noord-Holland: Steden en dorpen      Nederland: Provincies · Gemeenten